# Ello Mobile

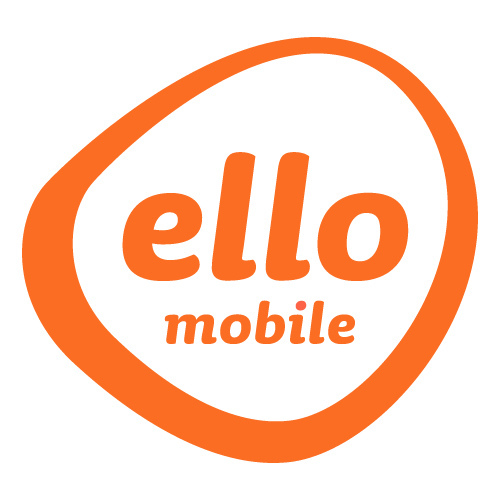

Ello Mobile was een mobile virtual network operator (MVNO), een mobieletelefonieprovider die gebruik maakte van het BASE-netwerk.
Ello Mobile was een initiatief van Serge Van de Zande, Onno Hesselink en Luc Robijns, partners van het marketingbedrijf LUON uit Mechelen, die hun socialemarketingambities wilden invullen. Het bedrijf werd in 2006 opgericht als besloten vennootschap met beperkte aansprakelijkheid (bvba) en was vanaf 13 juni van dat jaar tot februari 2025 actief op de Belgische markt.
De firma werkte volgens een eenvoudig web-based businessmodel en maakte dus geen gebruik van winkels of verkooppunten. Ello Mobile bood mobiele telefonie en mobiel internet aan met een herlaadkaart (prepaid), een factuur (postpaid) en een fleet-abonnement voor bedrijven en organisaties.
De provider richtte zich naar mobieletelefonieklanten met een sociale betrokkenheid. Het was de bedoeling de gehele winst van Ello Mobile over te maken aan sociale en non-profitprojecten. Deze projecten werden geselecteerd door Ello Mobile zelf en door een deskundige jury, aangeduid door de Koning Boudewijnstichting. De klanten hadden daarna de gelegenheid om te bepalen naar welke projecten de winst werd afgedragen.
In 2016 waren er 11 projecten geselecteerd voor Ello Mobile-klanten: 
- Ontwikkelingssamenwerking in Guinee-Bissau, Senegal en op de Filipijnen, 
- Natuurbescherming aan de Limburgse Maas, regenwoud in Sumatra, het Malebo-gebied in Congo en voor 600ha. bos en heide in Averbode i.s.m Natuurpunt, 
- Projecten rond scholing voor Palestijnse vluchtelingenkinderen in Libanon, 
- Eerstelijns medische verzorging van dak- en thuislozen in Brussel i.s.m. Dokters van de Wereld, 
- Mobile School voor Zuid-Amerikaanse straatkinderen, 
- Ondersteuning van families en kinderen in Congo i.s.m. SOS Kinderdorpen en zieke en geïsoleerde kinderen in België. 
Eind 2014 was er door Ello Mobile ruim 720.000 euro uitgekeerd aan deze doelen, in november 2016 werd de grens van 1 miljoen euro overschreden.
In december 2016 werd aangekondigd dat het Britse bedrijf Artilium Ello Mobile overneemt. Het bedrijf beloofde dat het de komende drie jaar (jaarlijks) 50.000€ zou schenken aan het goede doel, maar de service voor de klanten van Ello Mobile werd toen afgebouwd.
Begin februari 2025 werd bekend dat United Telecom en Ello Mobile failliet verklaard waren en dat Advocatenkantoor DDVD uit Diest aangesteld werd als curator. Een aantal klanten ondervond sinds kort ook hinder aan hun internetverbinding. Dit alles gebeurde zonder een expliciete mededeling van de gefailleerde bedrijven aan hun klanten. De curator stelde via Channel Holding BV uit Rotterdam United Mobile BV aan, met zetel in Antwerpen, als overnemer van beide failliete bedrijven. Op 7 februari stuurde United Mobile een mail naar haar klanten met een korte mededeling over de overname. Klanten kunnen in principe vooralsnog dezelfde voorwaarden behouden, inclusief het caritatieve aanbod van Ello Mobile.  